# 駅弁

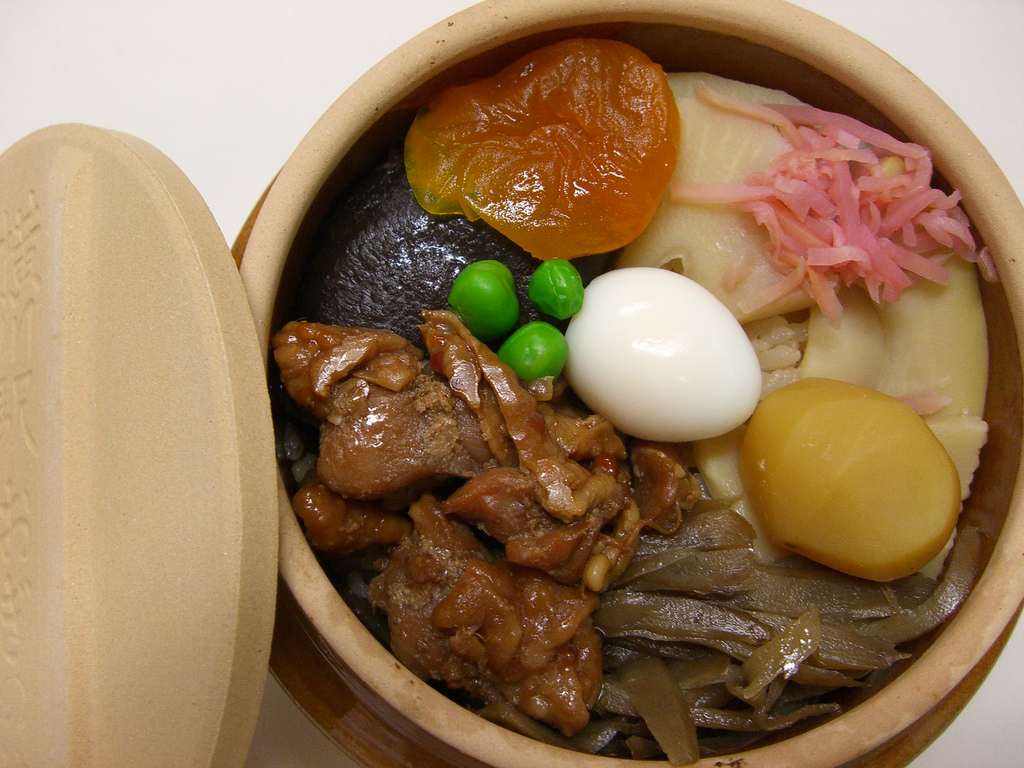
群馬県・横川駅の峠の釜めし

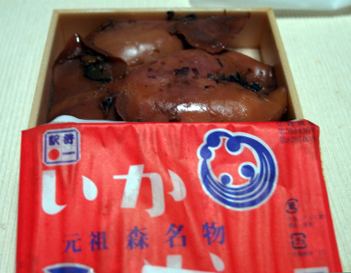
北海道・森駅のいかめし

駅弁（えきべん）は、鉄道駅で旅客向けに販売されている弁当である。

## 概説

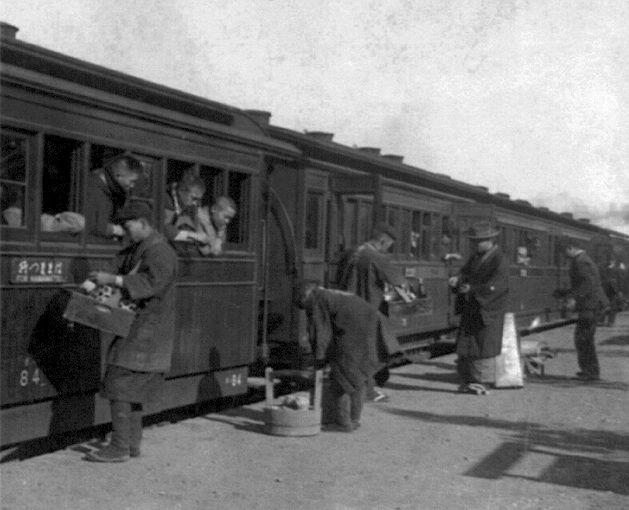
1902年（明治35年）の日本における駅弁販売光景

日本では1885年（明治18年）7月16日に栃木県の宇都宮駅で販売されたおにぎりが初例であるとされるが、異説もある（「起源」参照）。
駅弁の持つ歴史や情緒などが好まれ、「各地の名物」として百貨店等で販売されることもある（元祖有名駅弁と全国うまいもの大会など、後述）。

## 起源
日本最古の駅弁がどこの駅でいつ発売されたのかについては諸説ある。1885年（明治18年）7月16日に日本鉄道の嘱託を受けた旅館「白木屋」が、この日開業した日本鉄道（現在の東日本旅客鉄道東北本線）宇都宮駅で握り飯2個とたくあんを竹の皮に包んで販売した例が、最初の事例とされる。この宇都宮での駅弁発売日である7月16日は「駅弁記念日」となっており、数多くの文献やウェブサイトが駅弁記念日を紹介する際に宇都宮起源説を紹介している。
起源についてはこの他に以下の説がある。
- 1877年（明治10年）頃の梅田駅（現・大阪駅）説[6]。
- 1877年（明治10年）頃の神戸駅説[7]。
- 1880年（明治13年）の銭函駅説[注釈 1]。
- 1883年（明治16年）7月に熊谷駅で寿司とパンを売り出したのが始まりという説[8]。
- 1883年（明治16年）の上野駅説[9]。
- 1884年（明治17年）の敦賀駅説[10]
- 1884年（明治17年）に高崎駅説。これは高崎弁当が自説として1884年（明治17年）に高崎駅でおにぎり弁当を発売したと述べているもの[11]。一般的には高崎弁当の販売開始は信越線開通の横川駅での駅弁販売開始に続く1886年（明治19年）3月だったと言われている[2]。

現在のような折詰に入った駅弁は、1890年（明治23年）に姫路駅でまねき食品が発売したものが最初との説がある。また農文協（社団法人農山漁村文化協会）刊行の『日本の食生活全集 28 聞き書 兵庫の食事』（1991年）にも「元祖・駅弁--姫路の『まねき』」と題する記述があり、そこでは1889年（明治22年）に姫路駅で発売された物を駅弁の元祖とし以下のように述べている。 
この弁当の中身は「たいの塩焼き、伊達巻き、焼きかまぼこ、だし巻き卵、大豆こんぶ煮付け、栗きんとん、ごぼう煮つけ、少し甘みをつけて炊いたゆり根、薄味で煮つけたふき、香の物は奈良漬と梅干し、黒ごまをふった白飯」（同書）とされる。
また名古屋駅では、1886年（明治19年）5月1日の駅開業時から服部商店（服部茂三郎）により弁当の立ち売りを開始した。これについて、1930年（昭和5年）の月刊雑誌『旅』の「駅辨の話」で以下のように述べられている。
「最初から」が1886年を意味するならば、姫路駅よりも早いことになる。
読売新聞夕刊都民版1962年8月10日付の「駅弁日本一周」というコラムでは、広島駅で売られる特産のカキと広島菜が入った駅弁が紹介され、記事に「駅弁は日清戦争が終わった翌年の明治29年（1896年)に大阪の水了軒がそのころ山陽線のターミナルだった広島に目を付けて、上弁（上等弁当）15銭、望み弁当12銭で売り出したのがはじまり」と書かれている。

## 駅弁と軍弁
第二次世界大戦前、各所に駅弁業者が開業するにつれ、日本軍の部隊が演習や出征等により鉄道で移動する際の車内での食事用にも駅弁が利用されるようになり、その場合、軍の輸送計画に基づき軍部隊から経路上の駅弁業者に発注・手配が行われた（「軍弁」）。輸送計画の秘匿のため発注がなされるのは直前であり、駅弁業者には短時日で大量の弁当調製対応が求められた。難しさを伴ったものの需要は大きく、ある程度定期的に行われる演習による発注は駅弁業者の収益源の一つともなり、駅弁業者はその需要に応えるよう努め、駅弁の進歩・普及の背景ともなった。戦時中は食糧事情の悪化により食材も不足し、軍弁といえども弁当の内容は簡素なものとなっていった。
戦後、自衛隊の部隊の鉄道輸送時にも、移動中の食事には駐屯地給食の手配（「運搬食」）と併せて駅弁も利用されている。

## 販売形態

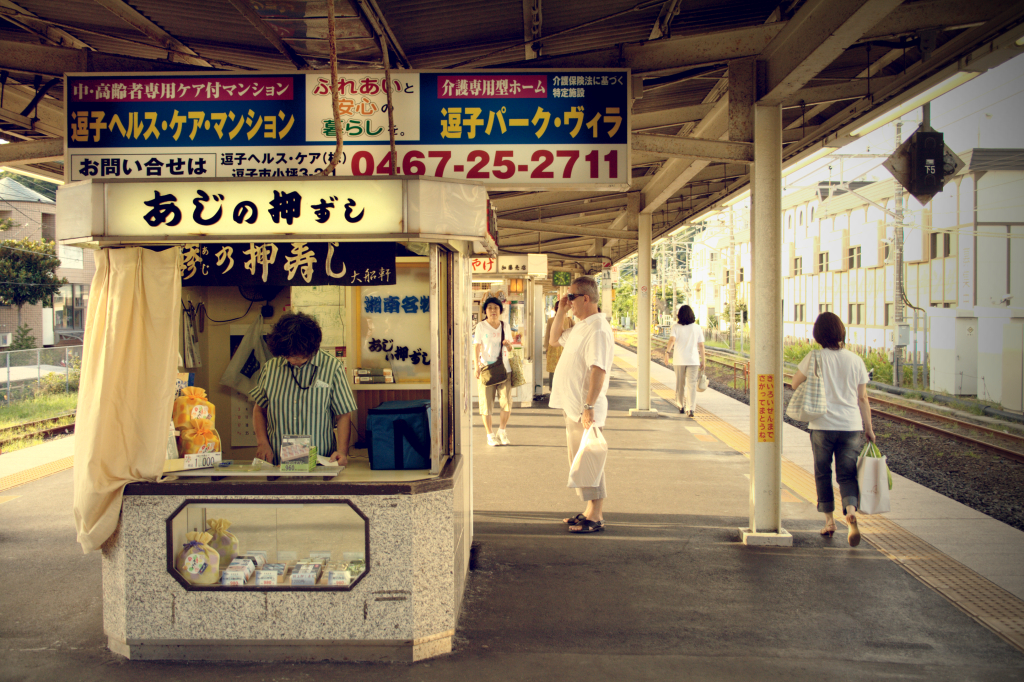
日本で一般的な駅弁販売スタンド（神奈川県・鎌倉駅）

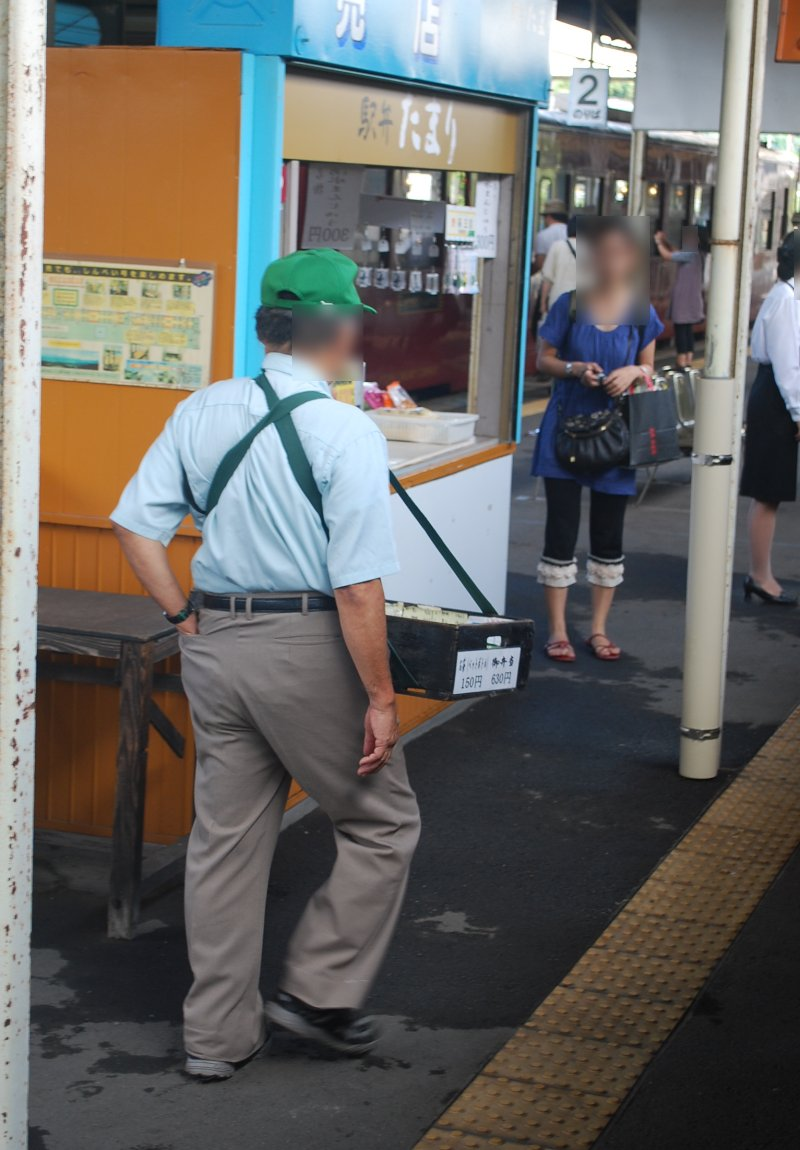
希少になった売り子による駅弁立ち売り（鹿児島県・吉松駅）

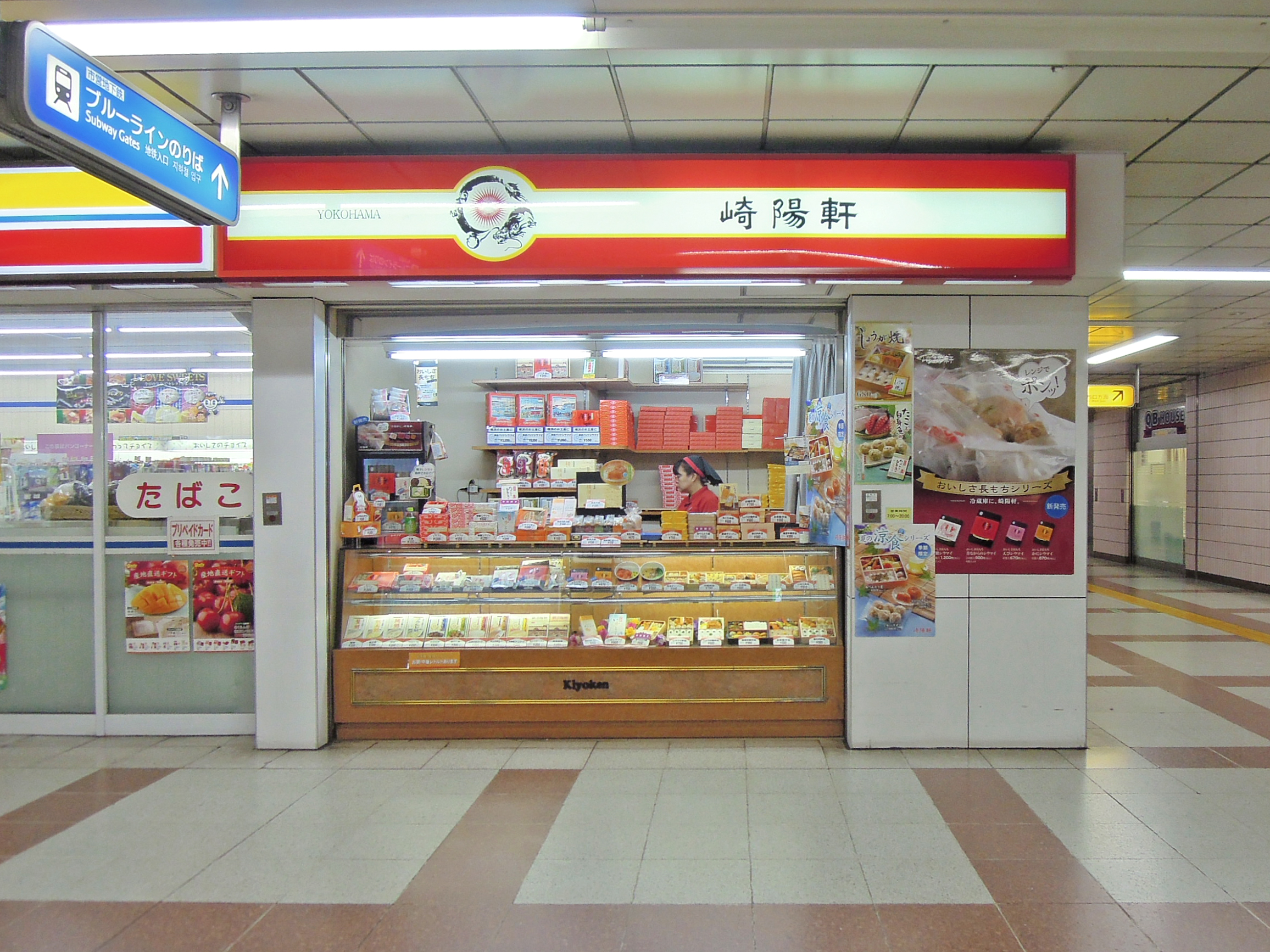
世界的にも稀な「地下鉄での駅弁販売」（神奈川県・あざみ野駅）

最も一般的な販売形態は、駅構内やホーム上にある駅弁調製業者の売店で店頭に置いて販売している形である。調製業者が経営する駅構内の立ち食いそば・うどん店、キヨスクなど調製業者以外が経営する売店などが扱っている場合もある。
このほかに、駅弁の多く売れる食事時間帯前後や寝台特急列車、イベント列車などの到着時に限り、ホーム上にキャスターつきのカートまたは台を置き、その上に駅弁や茶を陳列して売り子が販売する形態がある。また、かつての駅弁売りの典型的スタイルであった、売り子が帯（たすき）のついたばんじゅうに駅弁や茶を入れ、容器を前方に出す形で首から下げホーム上を歩いて掛け声を発しながら販売する「立ち売り」がある。しかしいずれも減少傾向にあり、2016年5月の時点で駅弁の立ち売りが行われているのは、、折尾駅（福岡県）、人吉駅（熊本県）、吉松駅（鹿児島県）など日本全国で10駅に満たない。長年続いた美濃太田駅（岐阜県）のように、担当者の引退で駅弁ともども終了した例もある。
駅構内のほか、古くから列車（主に優等列車）内の車内販売でも沿線の駅の駅弁が取り扱われている。後述のように、駅弁とされながら業者が駅構内の販売を取りやめて、駅近くの自社店舗等で販売している例もある。
業者によっては電話等で予約し、予約時に乗車する列車と車両を通知すれば当該列車・車両の乗降口まで駅弁を届けて販売するサービスも行なっている。また、そのような完全予約販売のみの会席料理と同様の惣菜を重箱に詰めた高価な駅弁も金沢駅などにある。また低温で配送できるクール宅配便の登場により、インターネット等による駅弁の通信販売を取り扱っている業者もある。
2020年以降は新型コロナウイルス感染症の蔓延により旅行・出張や催事が減り、駅弁の製造・販売事業者は苦境に陥っている。インターネット通販を新たに始めたり、駅弁販売店の閉鎖や業態転換を進めたりする企業もある。その中で2022年には東京都知事・小池百合子の発案で、宿泊療養施設の食事に週1回程度、駅弁や航空会社の機内食を取り入れる。

## 現状

### 概要
かつては停車中に立売りの売り子を窓近くへ呼んで窓越しに購入する方法が主流であった。現在は窓が開閉できない鉄道車両が増えたため、窓越しの受け渡しが不可となり、この方式は珍しくなった。
列車の高速化による停車時間の短縮、目的地への移動時間の短縮、コンビニエンスストアならびにキオスクの廉価な弁当や弁当以外の軽食・パン類との競合、駅構内での飲食店の充実（いわゆる「駅ナカ」）、優等列車での車内販売の縮小・廃止などによって駅構内や車内販売での駅弁の売上は減少する傾向にあり、業者の撤退・廃業も珍しくない。
四国では地場業者が日常的に調製しているのは今治駅と高知駅の2駅、岡山の業者が調製し納入している高松駅と松山駅、徳島線「藍よしのがわトロッコ」の運転日に下り列車が貞光駅を発車後に車内で買える駅弁も含め、5駅まで減っている。

### 地方の名物とする試み、イベント商品としての拡販
駅構内で販売される実用的な食事という枠を越え、地域の特産品などを盛り込んだ郷土色溢れる弁当としての発展を目指すという方向性が駅弁の一つの流れとなっている。それらは自動車旅行のためのドライブイン・サービスエリアや、デパートの催事、インターネットなどによる通信販売などへ販路を広げている。また、駅弁業者が駅弁と同一の商品を近隣の空港で空弁（そらべん）として販売する例もある。
この流れで、駅での販売よりも、駅以外の場所での販売が主力になった駅弁もある。代表例として、ドライブイン・サービスエリアでの販売に重点を移したJR東日本信越本線横川駅の「峠の釜めし」、デパートなどでの販売に重点を移したJR北海道函館本線森駅の「いかめし」の例が挙げられる。
デパートやスーパーマーケットなどで全国の有名駅弁を集めて販売するイベント、いわゆる「駅弁大会」は人気が高く、入荷してから短時間に売り切れることが多い。鉄道会社がイベントの客寄せに使う例もある。博多駅のように周辺地域（博多駅の場合は九州内全域）の人気駅弁を取り寄せて販売する売店があり、周囲の駅のイベントの際はその場所まで出張販売する例もある。
この手の駅弁大会の元祖は、1953年（昭和28年）の髙島屋大阪店が嚆矢であったが、全国的に有名にしたのは1966年（昭和41年）に京王百貨店新宿店で開催された「第1回元祖有名駅弁と全国うまいもの大会」であった。全国各地の有名駅弁業者を新宿に集め、その当地でしか食べられない駅弁が一同に集うというこのイベントは、当時としては非常に斬新であり大盛況となった。その後、駅弁大会は京王百貨店新宿店の1月恒例の一大イベントとして定着しており、現在（2021年時点）に至るまで盛り上がりを見せている。駅弁が旅先での一介の食事から、全国的知名度を持つ名物へと認知されるきっかけともなったイベントであった。阪神百貨店でも「阪神の有名駅弁とうまいもんまつり」と題して同様のイベントを開催しており、京王百貨店と阪神百貨店で東西の双璧となっている。

### 新機軸の導入

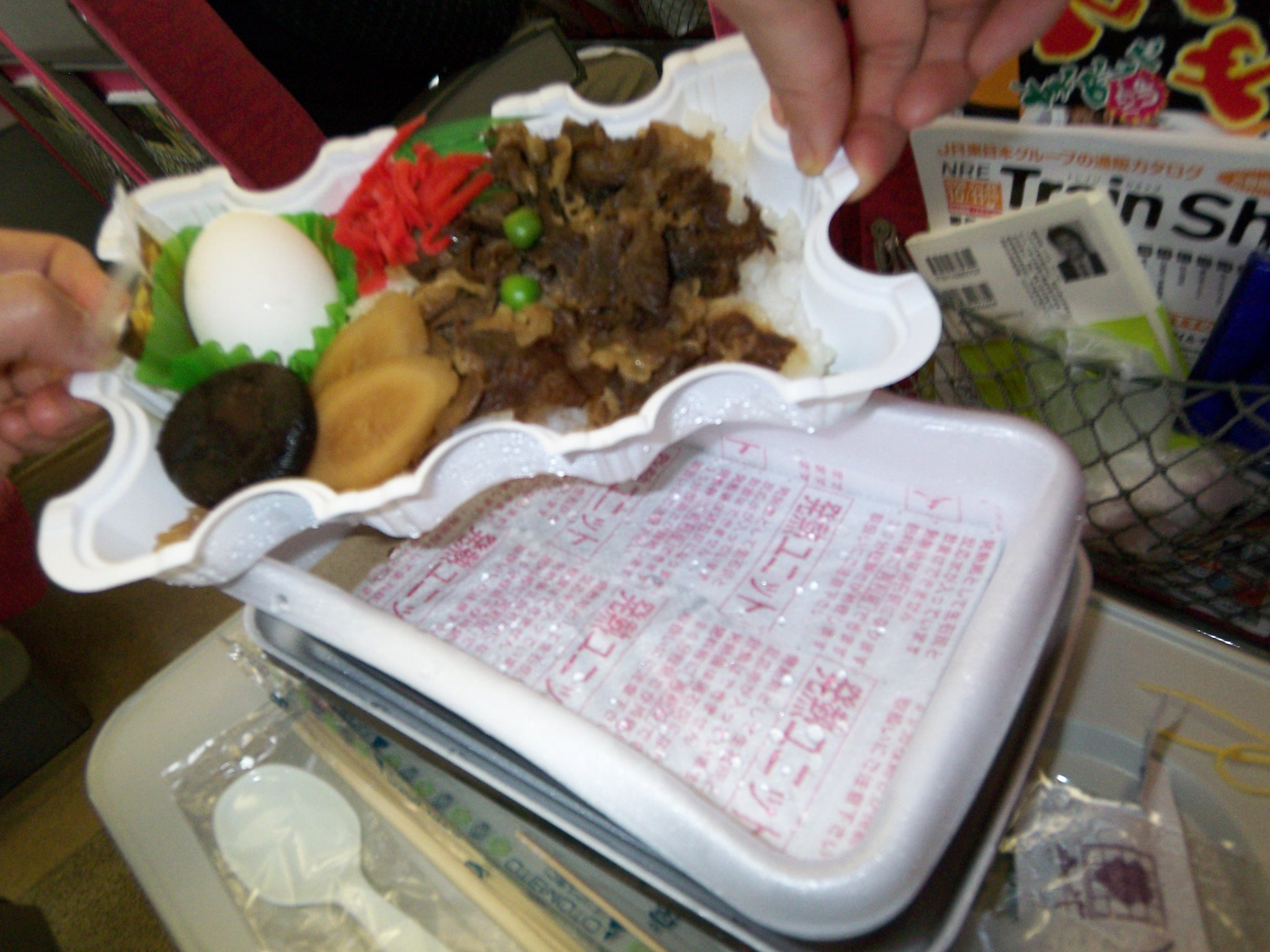
米沢駅で販売されているすき焼き弁当。発熱ユニットが付属している。

特殊な装置のある弁当の例としては、1988年（昭和63年）に兵庫県神戸市の「淡路屋」が化学メーカーと組んで開発した生石灰と水の反応熱を使用した加熱装置を組み込み、食べる前に紐を引いて加熱する駅弁を売り出した例がある。この加熱装置付き駅弁は淡路屋だけでも現在（2016年5月時点）3種類が発売されている。また駅弁業者のグループを通じて利用を呼びかけた事から、株式会社こばやしが販売している仙台駅の「極撰 炭火焼き牛たん弁当」など、淡路屋以外にも追随した業者がある。

### コストダウンの試み - NREの「O-bento」
弁当自体を製造原価の安い日本国外で調製し、日本まで冷凍輸送し解凍して販売することで、コンビニ弁当などに対抗することを目指した駅弁が開発されたことがある。JR東日本関連会社の日本レストランエンタプライズ（NRE）（現:JR東日本クロスステーション）が販売した「O-bento」である。発売当初は売上げを伸ばしたものの、BSE問題により牛肉関連弁当が製造、輸入中止に追い込まれたほか、コストカットのため輸入時に高関税が賦課される米ではなく、肉と魚の含有量が20％超で、米飯と副食が分離できない「肉魚調製品」として輸入する手法が、農民連をはじめとした一部の農業者団体により関税逃れだとして告発され、実際には肉と魚の含有率が20%未満だったとして追徴課税されるなど、低価格での販売継続が困難になり売上げが激減。2007年（平成19年）10月までに在庫切れをもって販売を終了した。ただしこの「O-bento」は既存の駅弁とは大きくスタイルの異なる商品であり、一般的な駅弁のイメージに合致するものではなかった。

### 駅弁調製業者の現況
駅弁調製業者は、大きく2分極化している。

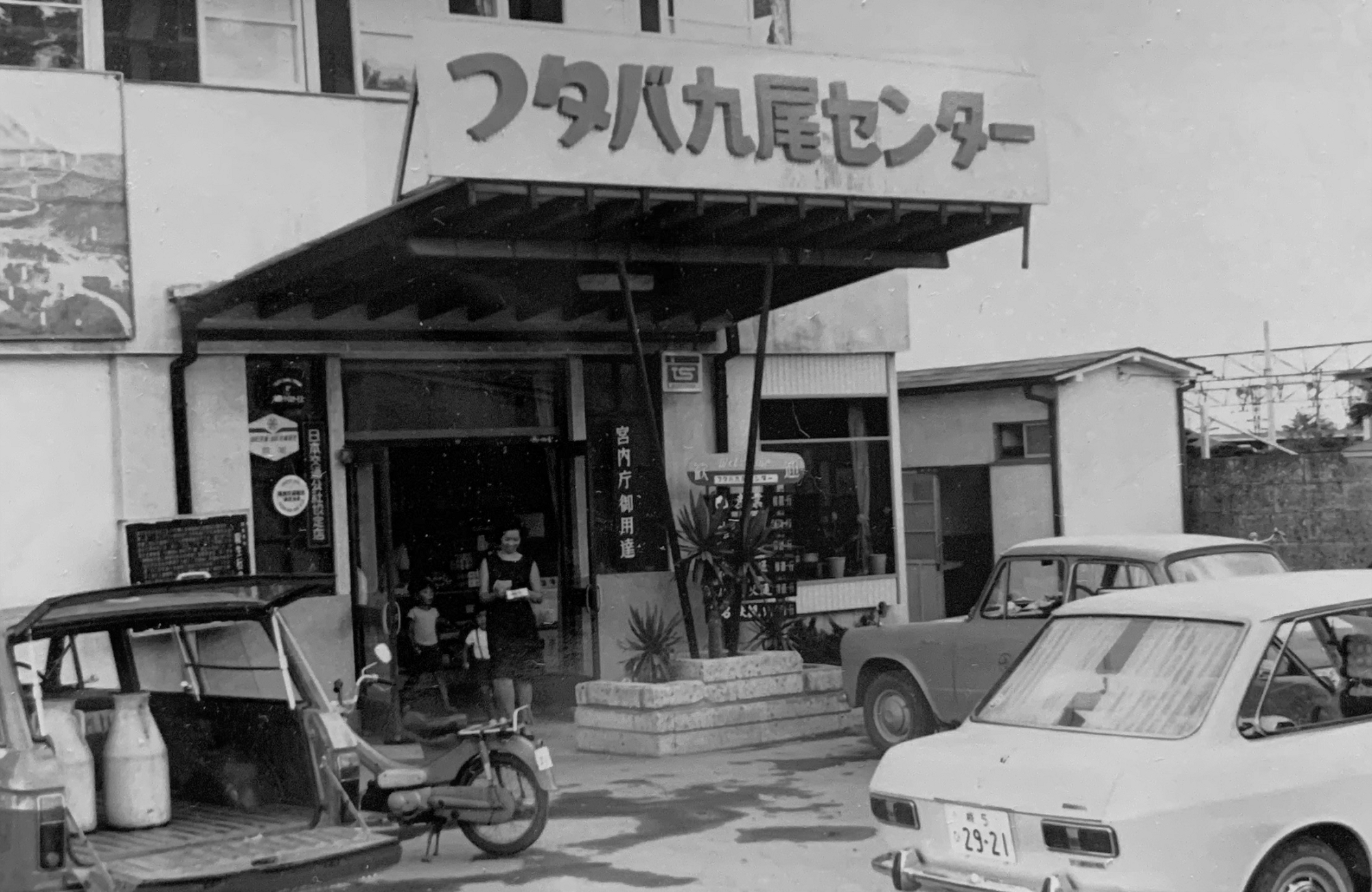
かつて黒磯駅にて「九尾の釜めし」「九尾すし」などの駅弁を販売していたフタバ九尾センター（1966年）

一方に、駅弁専業あるいは駅近隣の旅館、料亭などの内職として作られ続けてきた駅弁がある。それらの調製元は小規模零細の業者がほとんどであり、衰退傾向にある。2010年（平成22年）4月、大都市である大阪駅などで営業していた水了軒が事業停止・破産に追い込まれているほか、2010年（平成22年）12月31日で駅弁の駅売りを終了し、事業停止・破産した博多駅の寿軒、2009年（平成21年）に事業停止した水戸駅の鈴木屋（2010年に廃業）などがこれに該当する。そのほかに、新宿駅の田中屋や立川駅の中村亭のようにJR傘下の会社に吸収合併されたケースもある。
ただ、駅構内からは撤退したものの、その後も駅の外（本店）では弁当店や飲食店として営業を継続しているケースとして、日立駅の海華軒、木更津駅の浜屋、亀山駅のいとう弁当店などがある。
もう一方に、駅弁業者を発端として発展を遂げ、現在ではそれぞれの地域で大手の食品製造企業となっている調製元がある。たとえば千葉駅の万葉軒、高崎駅の高崎弁当、横浜駅の崎陽軒、静岡駅の東海軒、敦賀駅の塩荘、神戸駅の淡路屋、姫路駅のまねき食品、広島駅の広島駅弁当などである。これらの調製元は出自として駅弁を守ってはいるものの、売上げ規模などの実態としては既に第一義に駅弁調製業者というのは不適切であり、地域の中核食品企業（外食産業）とでも呼ぶべき存在になっている。たとえば塩荘は日産25000食の供給能力を持つとしており、広島駅弁当は1994年のアジア大会の際に日産48000食を供給したという実績を持つ。これらの業者は前述の駅弁から撤退・廃業した業者からレシピを引き継ぐことも多く、近年では駅構内だけではなく、道の駅や高速道路のサービスエリアの弁当や空港の弁当（空弁）、デパートの地下食品フロア（デパ地下）などにも進出しているほか、その地域にあるコンビニエンスストアやスーパーマーケットで販売される弁当などの製造請負、レストラン・飲食店運営まで手掛けている場合がある。

## 駅弁の定義について

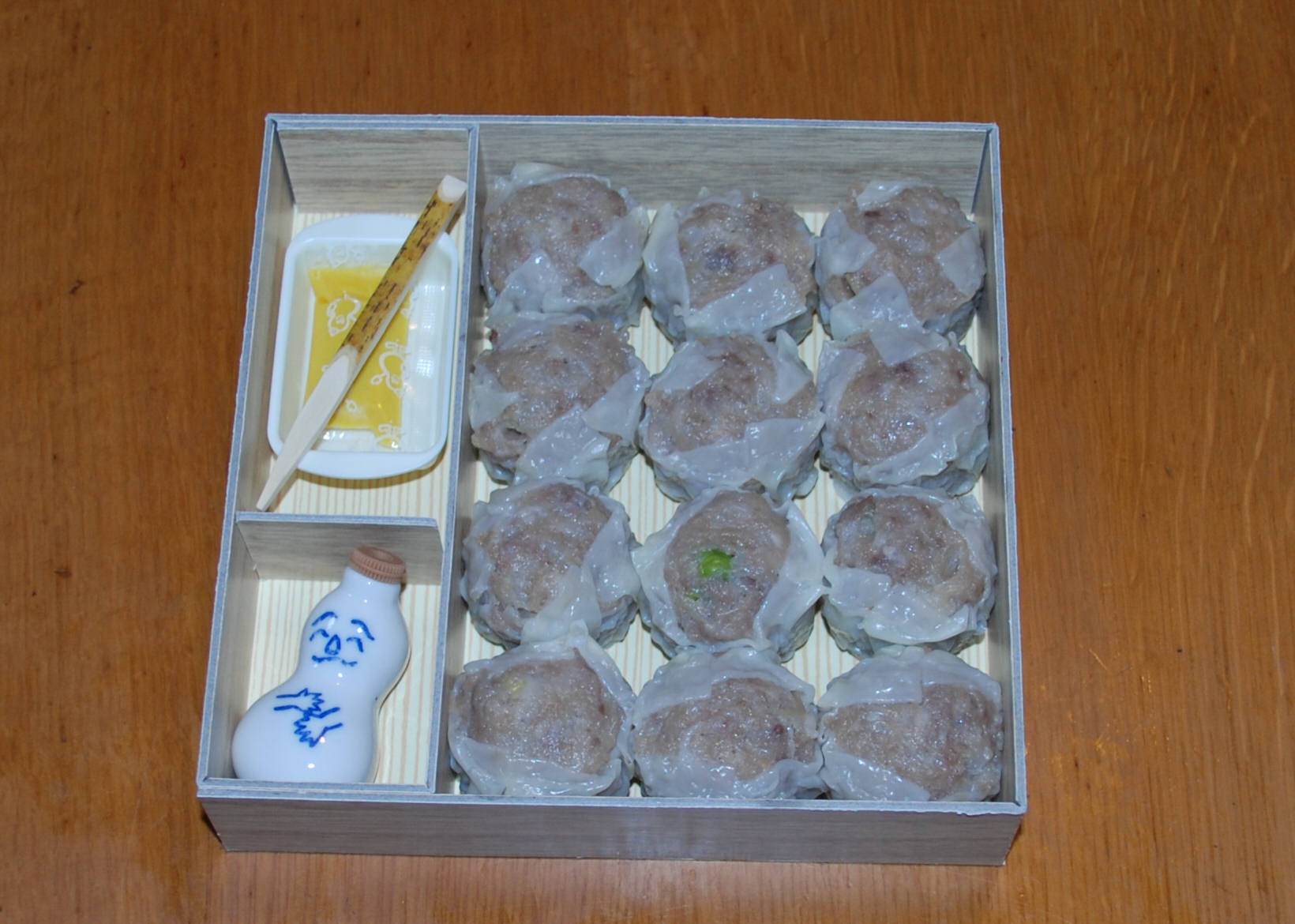
横浜駅で売られている崎陽軒の特製シウマイ。醤油さしは陶器。

駅弁は、広義には「駅構内で販売される弁当」を意味する。近年、駅構内にコンビニエンスストアが出店して「コンビニ弁当」を販売したり、駅弁業者でない企業がいわゆる「駅ナカ」店舗で弁当を販売する例がある。それらが駅弁に該当するかどうかについては議論がある。旧来の駅弁業者が伝統的な駅弁の他にコンビニ弁当に類似した比較的安価な弁当を販売している場合もあるため、厳密な定義は困難である（先述のように、駅弁業者が出自であっても、その後大規模な食品会社に発展し、その地域のコンビニ弁当やお惣菜商品の調理を一手に引き受けている企業も少なからず存在する）。
狭義の意味では、「駅弁」とは社団法人日本鉄道構内営業中央会（以下「中央会」と略す）に加盟している業者が調製し駅構内で販売しておりなおかつ米飯が入っている弁当のみを指すこともある。
日本国有鉄道（国鉄）時代には白飯と焼き魚、肉料理、フライ、卵焼き、蒲鉾などの一般的な惣菜を使用した、いわゆる幕の内弁当の系列のものを普通弁当と称しそれ以外の弁当を特殊弁当と称して制度上の区分がなされていた。ごはんとおかずというセットになっていないもの、たとえば「押し寿司」などは「特殊弁当」に分類される。さらに国鉄が「米飯がはいっていないものは駅弁ではない」としたために、長万部駅の「そば弁当」や大船駅の「サンドウィッチ」などは国鉄末期まで駅弁として認められなかった。なお、国鉄前身の運輸通信省時代、太平洋戦争下には米飯が排除された時期もある。実際に1943年11月1日からは、節米を目的として主要駅の駅弁が一斉に「芋弁当」（米の代わりに芋を使用）に切り替えられた。
この「中央会加盟業者が調製している」「米を使っている」という条件に該当する弁当は包装紙には共通デザインの「駅弁マーク」と呼ばれる商標を入れ、交通新聞社発行の『JR時刻表』（大型版のみ）欄外に販売駅弁の記載があるのが特徴である。駅弁マークは外側に正方形の直角部を削った形の太い枠に弁当箱と箱の仕切りをイメージした細い十字で区切った細い正方形を入れた形で、上に幕の内弁当の由来に因んだ勘亭流の字体を用いた「駅弁」の文字、左下に旅と人の交流の暖かさを表す赤い丸、右下にローマ字の「EKIBEN」をあしらった。

中央会加盟業者がJRの駅構内で販売している場合でも、横浜駅や鳥栖駅で売られている焼売や大船駅で売られているサンドイッチ弁当のように米飯が入っておらず「駅弁マーク」を付けることができなかったが一般には駅弁と見なされている商品もある。大船軒の「サンドウィッチ」には駅弁マークこそついていないが、包装紙には「SINCE 1898／日本デ最初ノ駅弁サンドウィッチ」と明記されている。また、山陰本線の益田駅のように、時刻表には全く駅弁の表記が無いのに、キヨスクには「益田駅の駅弁」と大きく書かれ、ごく普通にキヨスクで販売されている例もある。
以上のような事情から、駅構内や駅前の弁当業者の店舗で販売される弁当を総合して「駅弁」と呼ぶ場合が多い。デパートで催される駅弁大会に出品されたり旅情報を扱ったテレビ番組で取り上げられたりする「駅弁」もこのような広義の条件に該当する弁当であり、中央会加盟業者が調製する弁当とは限らない。
車内販売のある列車では駅弁のほか、列車内限定で発売される弁当もある。イベント列車などにおいては、そのイベント列車限定で発売される弁当もある。これらも一般的には「駅弁」に含まれるものと解されている。

## 駅弁と茶
多くの販売店では、駅弁を食べる際の飲み物として煎茶が販売されている。販売店によっては街の持ち帰り弁当店と同様に即席の味噌汁やスープも販売し、それらに使う湯を供するケースもある。

### 汽車土瓶時代

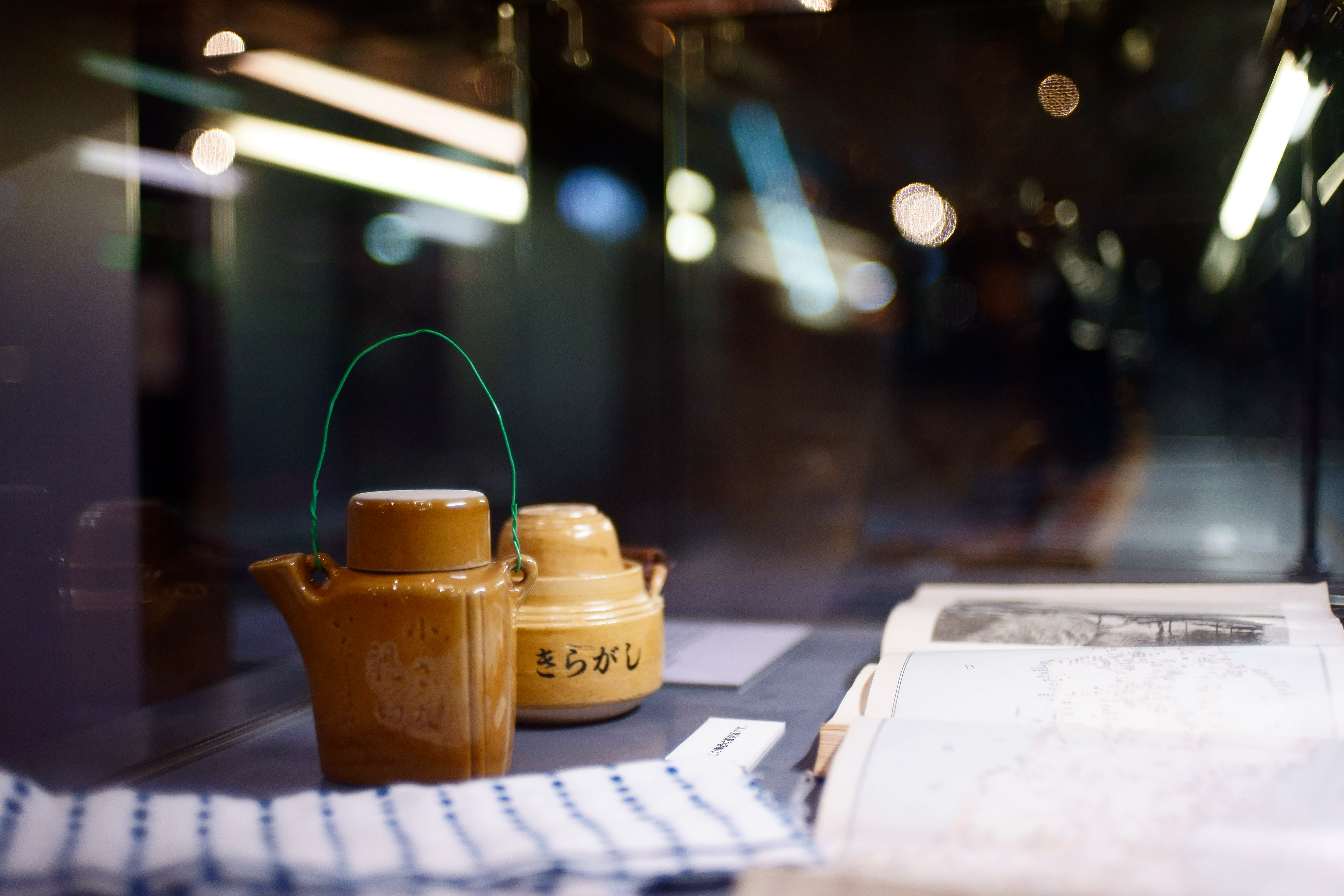
鉄道博物館で展示される「小さな親切」（手前）と「しがらき」（奥）と書かれた汽車土瓶。いずれも湯呑が被せてある（2015年）

明治時代から昭和30年代までは。湯呑兼用の蓋が付いた汽車土瓶と呼ばれる陶器の小瓶入りの茶が駅弁と共に販売されていた。汽車土瓶の起源は、1889年（明治22年）に静岡駅で信楽焼の土瓶に茶を入れて販売したのが嚆矢と言われている。信楽焼や益子焼、瀬戸焼、常滑焼、会津本郷焼で製造され、表面に駅名や、販売元、金額が書かれていた。
1921年（大正10年）、鉄道省は内容物が見えない事や衛生上の理由により土瓶を禁止したため、大日本麦酒などによるガラス製のガラス茶瓶が登場した。しかし煎茶が丸見えのため尿瓶のように見えて飲む気にならない、窓からのポイ捨てで沿線の住民や保線工がケガする危険があるなどの理由で、ガラス製の茶瓶はわずか数年で製造が中止され、昭和に入ると静岡駅で汽車土瓶の販売が再開された。
汽車土瓶は重量があり破損しやすいため、後にポリ容器入りにとって代わる事となる。しかし2020年代現在も製造している業者があり、小淵沢駅で汽車土瓶入りの煎茶が販売されているほか、復刻の形で駅弁とともに期間限定で販売されることがある。

### ポリ茶瓶時代

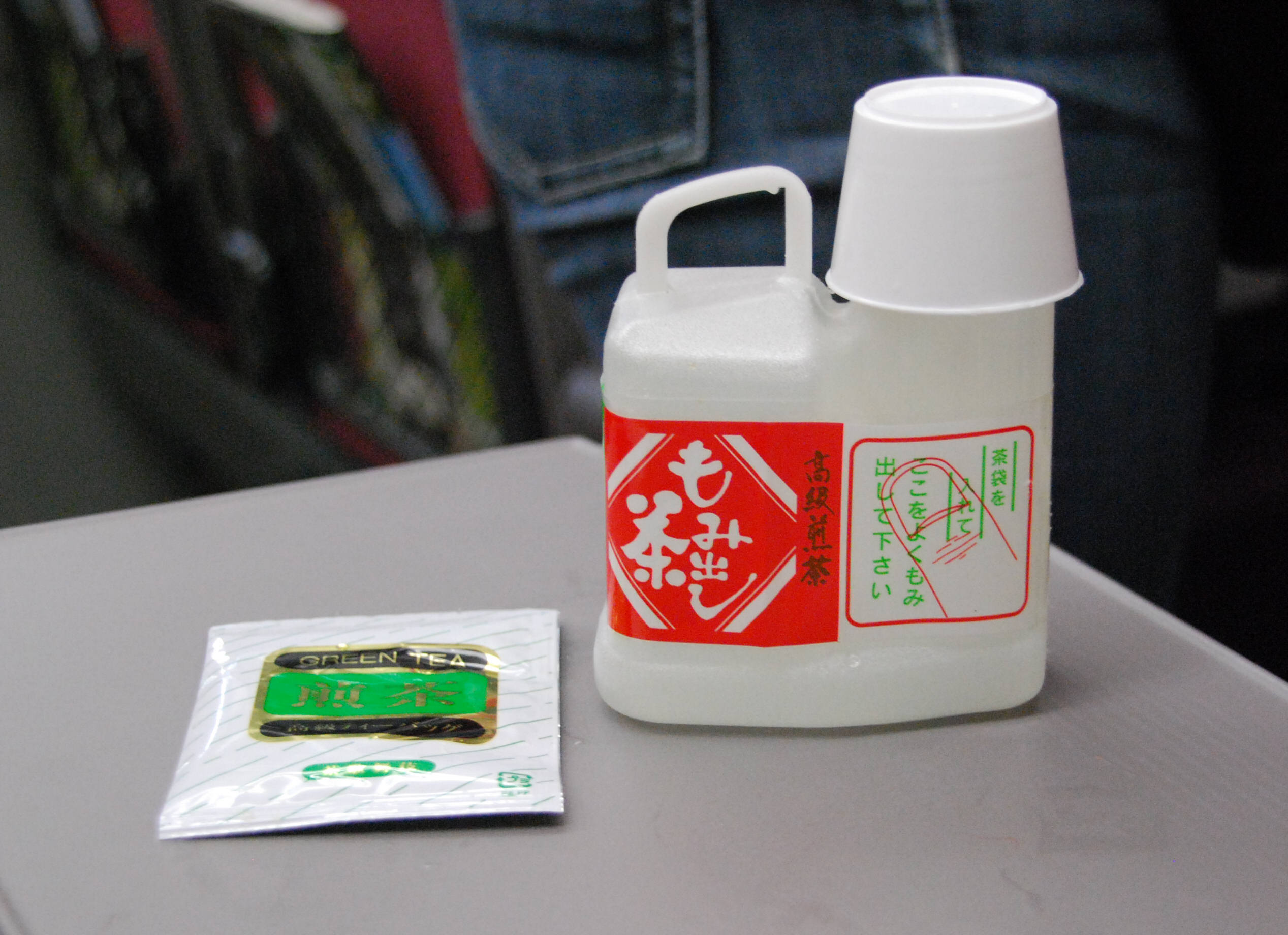
2008年に札幌駅で復刻販売された緑茶のポリ茶瓶。容器の蓋が湯飲みになる。

昭和30年代以降、汽車土瓶に代わって半透明の厚いビニールやポリプロピレンなどで出来たポリ茶瓶が一般的となった。基本的には、黄緑色のプラスチックのスクリューキャップ（ネジ式の蓋。汽車土瓶の蓋同様に湯呑機能も持つ）の付いた小瓶にその場でポットなどから茶を注いで販売されたが、利便性や機能性の面から複数の種類が登場する事となった。前述の容器に既に淹れた茶を入れるだけの物や、容器に湯を注いで購入者が飲む際に淹れられるようティーバッグを添えて売られるもの、ティーバッグタイプも紐のついたティーバッグを容器の中へ吊るしたもの、紐無しの物を直接投入するだけのもの、画像にあるような弾力のあるビニールの小瓶にティーバッグ専用のスペースを設けて購買者が瓶の上からティーバッグを揉むことで濃さを調節できるもの、容器に茶漉しを付けて粉茶を直接投入するものなどバラエティに富んでいた。

### 缶・ペットボトル時代
しかしビニール容器入りの煎茶も1980年代末期以降、販売時に湯を用意する必要のない缶入りの緑茶や烏龍茶が普及したため、少なくなった。さらに1996年（平成8年）4月に500ミリリットル以下のペットボトル飲料の販売が解禁されたため、2000年代以降ではポリ茶瓶はあまり見られなくなり、駅弁とともに売られる茶は、ペットボトルや缶入りにほぼ取って代わられたといえる。2016年5月現在でもポリ茶瓶の茶が販売されているのは、いすみ鉄道いすみ線大原駅（千葉県）、伊東駅（静岡県）など日本全国で10駅に満たないが、ポリ茶瓶も汽車土瓶と同様に復刻の形で販売されることがある。

## 日本国外の駅弁

### 旧日本領
かつての旧日本領や支配地域（外地）では、現地当局が運営する鉄道（台湾総督府鉄道、朝鮮総督府鉄道、樺太庁鉄道）や南満洲鉄道（旧満州及び南モンゴル）の各駅で、内地同様に駅弁が販売されていた。

#### 台湾
台湾は旧日本領で一番「駅弁文化」を発展させている国であり、日本と異なる独自な文化を持っている。
台湾の駅弁は「鐵路便當」と呼ばれ、台湾各地の鉄道駅や列車の車内販売で販売される。日本の駅弁は冷めた状態で販売されることと正反対に、台湾は「温かいままの状態で販売する」という前提で駅弁を作り置いている。
駅弁の内容は、排骨飯便當（油で揚げた骨付きの豚ばら肉を白飯の上に載せたもの）や雞腿便當（骨付き鶏もも肉揚げ）に滷水蛋（台湾風煮卵）、豆腐干、沢庵漬けや高菜を添えたものなど、米飯と肉料理と付け合わせから構成される弁当が一般的である。このような弁当は駅や地方により多少の違いはあるが、どの駅でも大きな差異はなく比較的画一的である。また、台東線の池上駅などでは近年まで駅弁の立ち売りが行われていた。
さらに、2015年7月には台北で国際駅弁祭り（國際鐵道便當節）が開催され、日本や台湾を始めとする6か国11社の駅弁が販売された。2020年8月、日本の事業者として初めて崎陽軒が台北駅にシウマイ弁当を販売する駅弁店を出店した。
- 台鉄弁当[63]（台北駅、台中駅、高雄駅、花蓮駅など）
- 奮起湖弁当[69][70]（奮起湖駅）
- 福隆弁当[71]（福隆駅） - 2016年11月末を最後にホームでの販売から撤退[72]。
- 池上弁当[73][65]（池上駅）
- 関山弁当（繁体字台湾語: 關山便當）[74]（関山駅）

- 台中駅で販売されている台鉄排骨弁当
- 台鉄排骨弁当（豚カツの味噌煮・厚揚げ・榨菜・ナス・茶葉蛋）
- 奮起湖弁当の一つ（鶏の太股フライ・赤の海藻・榨菜・茶葉蛋）
- 奮起湖弁当の一つ（鶏の太股の醬油煮込み・豚肉の醬油煮込み・赤の海藻・タケノコの塩漬け・キャベツのバター炒め・ニンジン）
- 福隆弁当（台湾ソーセージ・角煮・ゆで卵・大根の塩漬け・空心菜の唐辛子炒め・キャベツのバター炒め）
- 池上弁当（鶏の太股の醬油煮込み・豆腐の醬油煮込み・榨菜・キャベツのバター炒め・青梗菜の炒め）

#### 韓国
韓国でも、駅構内や車内販売で米飯にプルコギを主体とする惣菜を合わせた幕の内弁当のような弁当、その他の米飯と数種の惣菜による幕の内弁当のような弁当、海苔巻きの弁当が販売されているが、日本の駅弁ほどの多様性は無い。しかし近年では日本の駅弁文化に習い、ソウル駅に多数の駅弁販売店が出店し、多様な駅弁が販売されるようになった。また北朝鮮では、首都の平壌駅に駅弁があると北朝鮮鉄道本「将軍様の鉄道」に著されている。

#### 樺太南部（サハリン）
樺太南部（サハリン）では、1945年（昭和20年）まで樺太東線知取駅などで駅弁の販売が行われたほか、残留ロシア人による「ロシアパン」の駅売りも行われていた。これらはソビエト連邦による占領以降は廃止されたが、現在（2016年時点）でも、主要駅の売店ではピロシキやサラダなどの惣菜類が販売されている。

#### 南モンゴル・旧満州・ミクロネシア
蒙疆自治政府（南モンゴル）や満州国（中国東北地方）では、日本の影響で駅弁業者がいくつか存在したが、中国（北京政府）に帰属されると、後述の「中国」に準じた駅弁事情となっている。また、ミクロネシアではパラオ、北マリアナに鉄道が敷設されるが、鉱山鉄道だったことから駅弁がなく、戦後も鉄道が無いので駅弁は存在しない（パラオには観光用モノレールがある）。

### その他アジア太平洋各国

#### 中北モンゴル
モンゴル（本国、中央モンゴル）では、ウランバートル駅をはじめとする主要駅及び列車内で弁当の販売がある。K3/4次列車など国際列車以外の列車でも、ピロシキや羊肉の入った水餃子などが販売される。
ロシア領ブリヤート（北モンゴル）では、シベリア鉄道に準じた駅弁事情で、サハリンと同様にピロシキなどを販売。

#### 中国

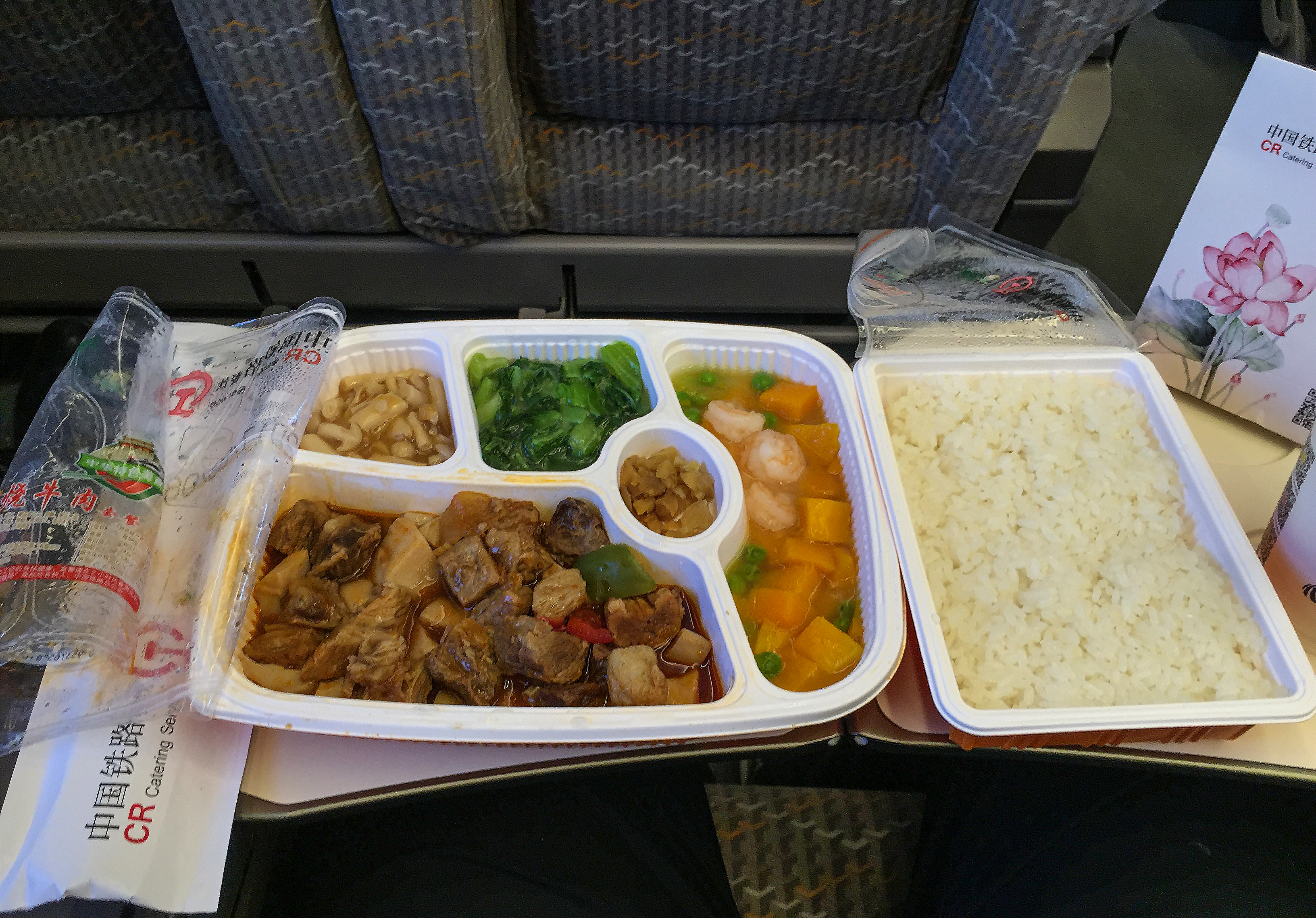
中国の列車で販売されている弁当

中国では、食堂車営業列車の車内販売で弁当（盒饭）が販売される。メニューは通常は、朝食がマントウと粥、昼食と夕食は米飯や炒麺と肉料理などのおかず数品がセットとなっている。いずれも食堂車で調製され、温かいままの状態で販売される。

#### 東南アジア

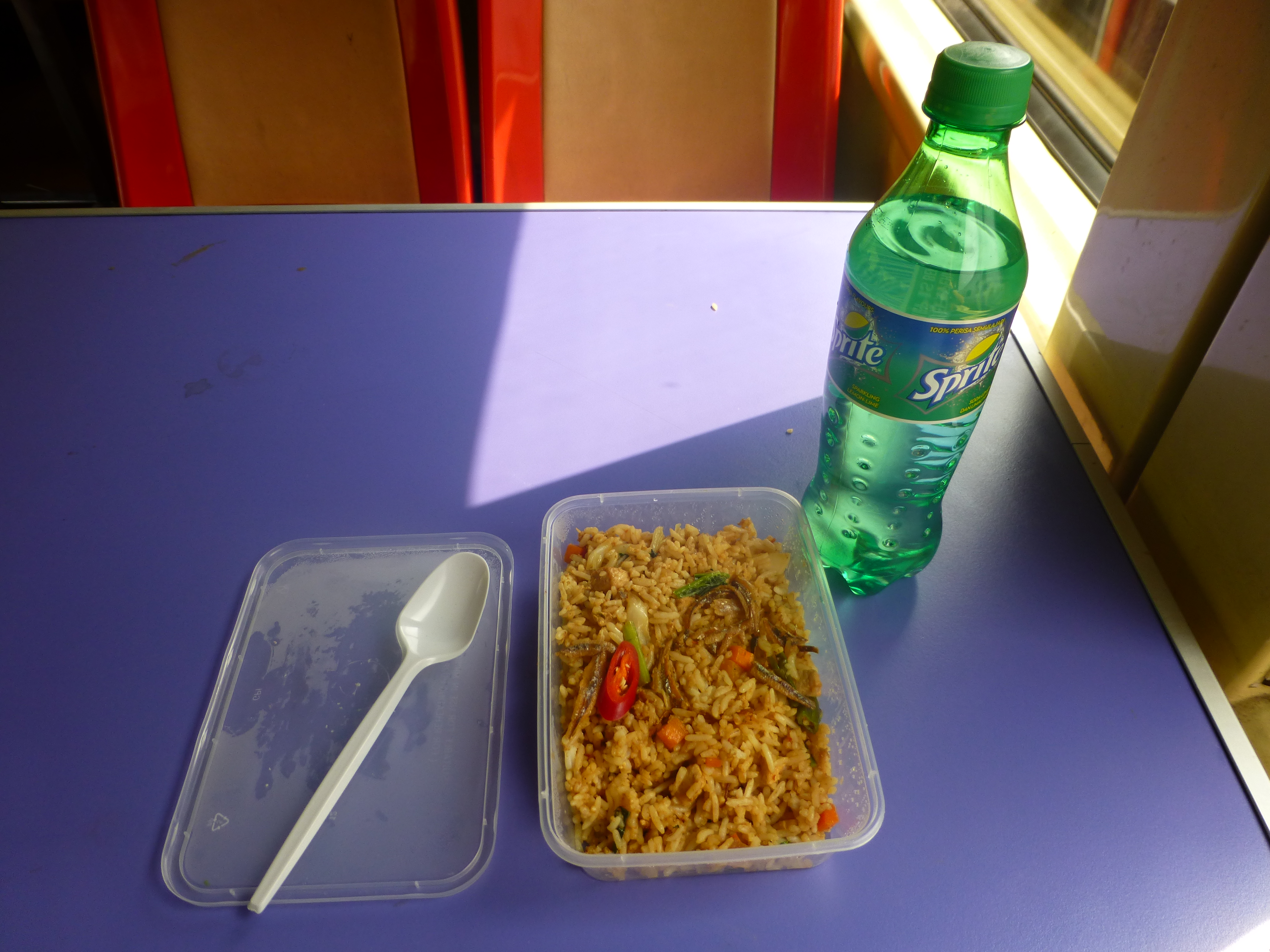
マレー鉄道で販売されているナシゴレン弁当

東南アジアの各国でも、鉄道駅構内や車内販売で弁当が販売されている。ベトナムの列車では車内販売は国鉄職員が担当し、食堂車で調製された弁当が温かい状態のままスープとともに販売されるほか、駅のホームでも弁当やバインミーが販売されている。
タイではガパオライス（米飯の上に肉料理と目玉焼きを載せたもの）やパッタイ、タイカレーなど多種多様な弁当が販売されている。これらの弁当は、発泡スチロール製の容器に米飯を入れ、その上におかずを載せたスタイルが一般的であるが、バナナの葉やビニールに料理を包み、一口サイズにして販売されている弁当もある。
マレーシアでもナシゴレンやナシレマッなどの弁当が販売され、紙箱やタッパーなどに入ったもののほか、ナシブンクス (Nasi bungkus) と呼称されるバナナの葉やビニールコーティングされた紙の上に米飯とおかずを盛り、包んだ状態で提供される弁当もある。
ラオスでは中国ラオス高速鉄道が開業したが、連結している食堂車が未開業であるためか、車内で駅弁を販売している。
カンボジアとフィリピンには食堂車がないため、主要駅で駅弁を販売。ミャンマー、インドネシアも食堂車はあるが、駅弁も主要駅で販売。

#### 南アジア

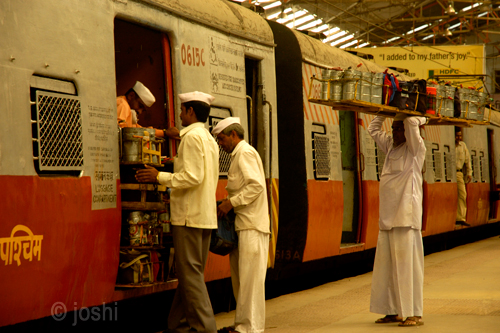
インドのチャトラパティ・シヴァージー・ターミナス駅で弁当を列車に積み込む様子

インドでは、ダッバー (Dabba) という金属製の容器に、カレーと米飯やチャパティなどのパン類を入れた弁当が鉄道駅や列車内で販売される。スリランカでも一部の列車で駅弁を販売。

#### オセアニア
オーストラリア、ニュージーランドでは特定の長距離列車で販売されている。

### 中近東
エジプトでは寝台列車で弁当がある。ナミビアでは、首都ウィントフック駅にハンバーガーの駅弁を販売（ウォルビスベイ、アピントンの２路線には各々、軽食用自動販売機を設置）。
マダガスカルのFCE（フィアナランツア～マナカラ）では、沿線の主要駅にて駅弁（私営の物売り）がある。マラウイ鉄道のナユチ～バラカは、リウォンデ駅で同様の販売がある。
コーカサス諸国ではジョージアのトビリシ駅にもあり、ロシア・シベリア鉄道の主要駅にもある。

### ヨーロッパ
ヨーロッパではイタリア北部・中部やフランスの各地で、肉料理にサラダ、パスタ、パンかサンドウィッチ、小瓶のワインを合わせた食事セットが販売される鉄道駅がある。しかし食事セットはどの駅でも大きな差異はなく、販売される駅も日本の駅弁販売駅ほど多くはない。
なお、2012年4月に運行を開始したイタリアの高速列車イタロ (Italo) では、日本の駅弁を参考にしたイタロ・ボックスが有料で提供されている。そのほかに2016年3月より、パリのリヨン駅でJR東日本及び日本レストランエンタプライズとフランス国鉄の共同企画として、日本の駅弁5種類が販売された。当初は2カ月間限定の企画であったが、好評であったため販売期間が延長された。リヨン駅では、さらに2018年11月にも期間限定ショップが設けられ、駅弁の販売が行われたことがある。
フランスのパリでは、日本留学時にホームステイ先で作ってもらった弁当を参考にして、3軒の駅弁店を経営している女性が存在する。

### 西半球（全アメリカ地域）
メキシコではチワワ太平洋鉄道が唯一の存在。鈍行列車では車内で食べられるが、急行列車では不可能。その代わり、急行列車には食堂車がある。ほか、キューバやペルーにもある。

## 日本各地の駅弁
山口県と埼玉県では、地元の業者が全て駅弁販売から撤退した。大阪府では、他県所在の業者に営業譲渡した1種類の駅弁のみが残る。京都府では2019年時点で地元企業は1事業者のみ。徳島県に至っては駅弁が全滅している。しかし、たとえば徳山駅の「あなごめし」は2010年（平成22年）3月に従来の駅弁業者が撤退したが、同年7月には水産物の通販を行う徳山ふくセンター（中央会非加盟）が別のレシピで販売を開始した。また、松山駅の「醤油めし」（岡山県の三好野本店が製造）や新山口駅の「SL弁当」（広島駅弁当が製造）、博多駅の「かしわめし」（広島駅弁当が設立した「博多寿改良軒」が製造）のように、他県の駅弁事業者が名物駅弁のレシピを受け継いで製造し、鉄道会社の系列会社等に販売を委託して『復活』させる事例もある。
沖縄では2024年（令和6年）6月6日から、沖縄都市モノレール線（ゆいレール）小禄駅で毎月6のつく日に那覇市金城のもみじ弁当が駅弁「ゆいレール小禄駅前 うちなー弁当」の販売を開始した。

## エピソード
- 1917年（大正6年）12月18日、駅弁の料金改定が行われた。この頃の駅弁料金は2本立てで並弁当が15銭、上弁当が30銭であった[99]。
- 1970年（昭和45年）3月11日の衆議院予算委員会では、日本社会党の大原亨議員（広島1区選出）が駅弁の質の確保について質問を行った。大原は同じ値段でも駅によって中身の格差が大きすぎるとし、東海道本線・山陽本線では姫路駅の駅弁を最上とする一方、大阪駅の駅弁を「まずい」と言及している。この答弁の中で、国鉄副総裁は、年に1回、職員が駅弁を買い集めてコンクールを行っていることを明らかにしている[100]。